# موفق الربيعي
موفق باقر الربيعي (24 يونيو 1948  -) سياسي عراقي، وعضو حالي في البرلمان العراقي. عينته سلطة التحالف المؤقتة عضواً في مجلس الحكم العراقي في تموز 2003 ، وعين بعد ذلك مستشاراً في الأمن العراقي في نيسان 2004.

## نشأته
ولد في عام 1948 بأب شيعي وأم سنية ، تخرج من كلية الطب جامعة بغداد في عام 1977 بينما تخرج من كلية كِنْغْز الطبية بلندن في عام 1979 . وكان الربيعي مدعوماً من محمد باقر الصدر مؤسس حزب الدعوة الإسلامية الذي كان بمثابة حزب المعارضة الرئيسي لصدام حسين. وكان الربيعي وهو شخصية محورية في الحركة منذ بداياته والتي أدت به إلى صراع مباشر مع نظام صدام حسين، وقد تعرض للتعذيب في ثلاث مناسبات منفصلة وحكم عليه بالإعدام غيابياً منذ مغادرته العراق لاستكمال دراسته في المملكة المتحدة.
وبقي الربيعي في المملكة المتحدة من 1979 إلى 2003 ، وكان الربيعي رئيس قسم الدعوة والحزب الدولية من عام 1979 إلى 1991 وذلك باستخدام منزله وقاعدته . وشارك في تنظيم مؤتمرات المعارضة ، ونشر أفعال صدام وساهم في جمع الأموال والمساعدات لضحايا صدام . وفي أعقاب حرب الخليج عام 1991 سعى الربيعي لجعل حزب الدعوة في التيار الرئيسي للمعارضة العراقية مع الهدف المشترك المتمثل في إسقاط صدام. لكن هذه السياسة جلبت له الصراع مع المتشددين في طهران لهذا السبب الربيعي استقال من حزب الدعوة في عام 1991 .
وكان الربيعي مساهماً رئيسيا في وثيقة معروفة بشكل واسع ، إعلان شيعة العراق ، تموز 2007 الذي دعا إلى حماية الحقوق المدنية لشيعة العراق. وأدرجت في وقت لاحق العديد من مبادئ هذا الإعلان في الدستور العراقي الجديد لعام 2004 في إطار مجلس الحكم الانتقالي.

## المؤسسة السياسية
نشط في تشكيل الحكومة في فترة ما بعد الحرب وذلك من خلال مؤتمر الناصرية 15 نيسان 2003 ، وعين الربيعي عضواً في مجلس الحكم العراقي في تموز 2003 ، وخدم حتى انحلاله عام واحد في وقت لاحق. وقد تم تحديده صاحب مهارات التفاوض والنزاهة في التعامل مع التحديات في العراق من قبل جميع الأطراف ، وعين مستشار الأمن الوطني العراقي (مجلس الأمن الوطني) في نيسان 2004 من قبل سلطة التحالف المؤقتة.
وكان للربيعي دور فعال في صياغة وتنفيذ سياسة الحكومة باستخدام مجلس الأمن الوطني كآلية للتأثير المباشر. عمل بشكل وثيق مع علي علاوي ، ثم وزير التجارة ، في مساعدة العراق في معرفة الجناة وراء عمليات نهب من ميزانية وزارة الدفاع تحت إياد علاوي في عام 2005. وعمل كمفاوض رئيسي في الحكومة العراقية ،وقام بتمثيل العراق على الساحة الدولية في المؤتمرات الدولية والاجتماعات مع زعماء العالم لإعادة تأهيل العراق على الصعيد الدولي. وكان الربيعي المرشح المفضل في العراق في المفاوضات مع جامعة الدول العربية وإيران وحلف شمال الأطلسي.